# Gänseblümchenblättrige Glockenblume
Die Gänseblümchenblättrige Glockenblume (Campanula bellidifolia) ist eine Pflanzenart aus der Gattung der Glockenblumen (Campanula) in der Familie der Glockenblumengewächse (Campanulaceae).

## Merkmale
Die Gänseblümchenblättrige Glockenblume ist eine möglicherweise immergrüne, ausdauernde, krautige Pflanze, die Wuchshöhen von 10 bis 15 Zentimeter erreicht. Die Art bildet eine Pleiokorm-Rübe. Die Grundblätter sind eirundlich-spatelförmig. Die Kelchzipfel sind 1/5 bis 1/6 so lang wie die Krone. Die Kelchanhängsel sind länger als die Kelchröhre. Die Krone ist blauviolett, kahl, schlüsselförmig und 1 bis 1,5 Zentimeter lang.
Die Blütezeit liegt im Juni; zum Teil beginnt sie bereits Mai und dauert bis Juli.
Die Chromosomenzahl beträgt 2n = 34.

## Vorkommen
Die Gänseblümchenblättrige Glockenblume kommt im Zentral-Kaukasus auf subalpinen bis alpinen Matten und Felsen vor.

## Taxonomie und Systematik
Die Gänseblümchenblättrige Glockenblume wurde 1805 von Johannes Michael Friedrich Adams in Beiträge zur Naturkunde (Weber & Mohr) Band 1 Seite 47 als Campanula bellidifolia erstbeschrieben.
Man kann zwei Unterarten unterscheiden:
- Campanula bellidifolia subsp. bellidifolia: Sie kommt im zentralen Kaukasus vor.[2]
- Campanula bellidifolia subsp. besenginica (Fomin) Victorov (Syn.: Campanula besenginica Fomin): Sie kommt im zentralen und im westlich-zentralen Nord-Kaukasus vor.[2]

## Nutzung
Die Gänseblümchenblättrige Glockenblume wird selten als Zierpflanze für Steingärten genutzt. Sie ist seit spätestens 1828 in Kultur.